# Stadtbefestigung Oberwölz

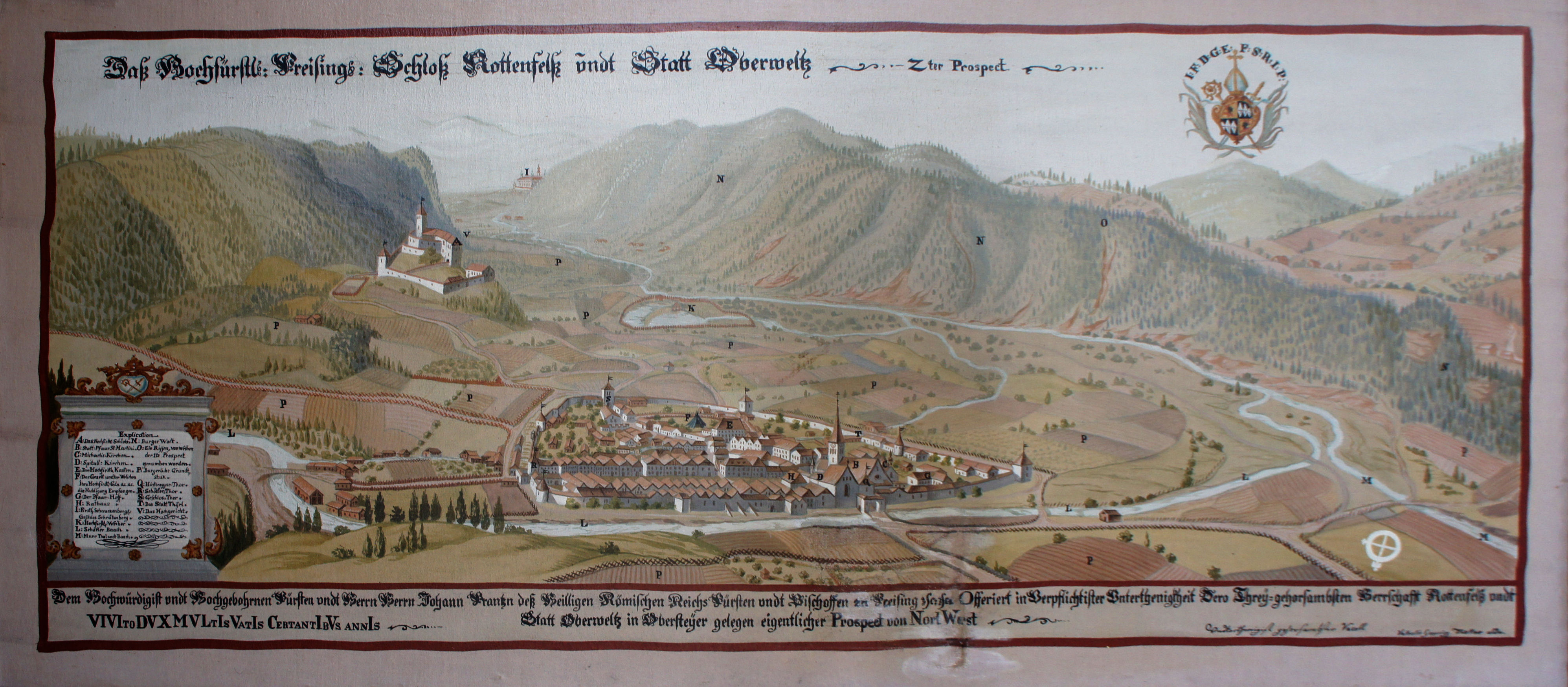
Burg Rothenfels und Stadt Oberwölz auf einem Gemälde in Freising

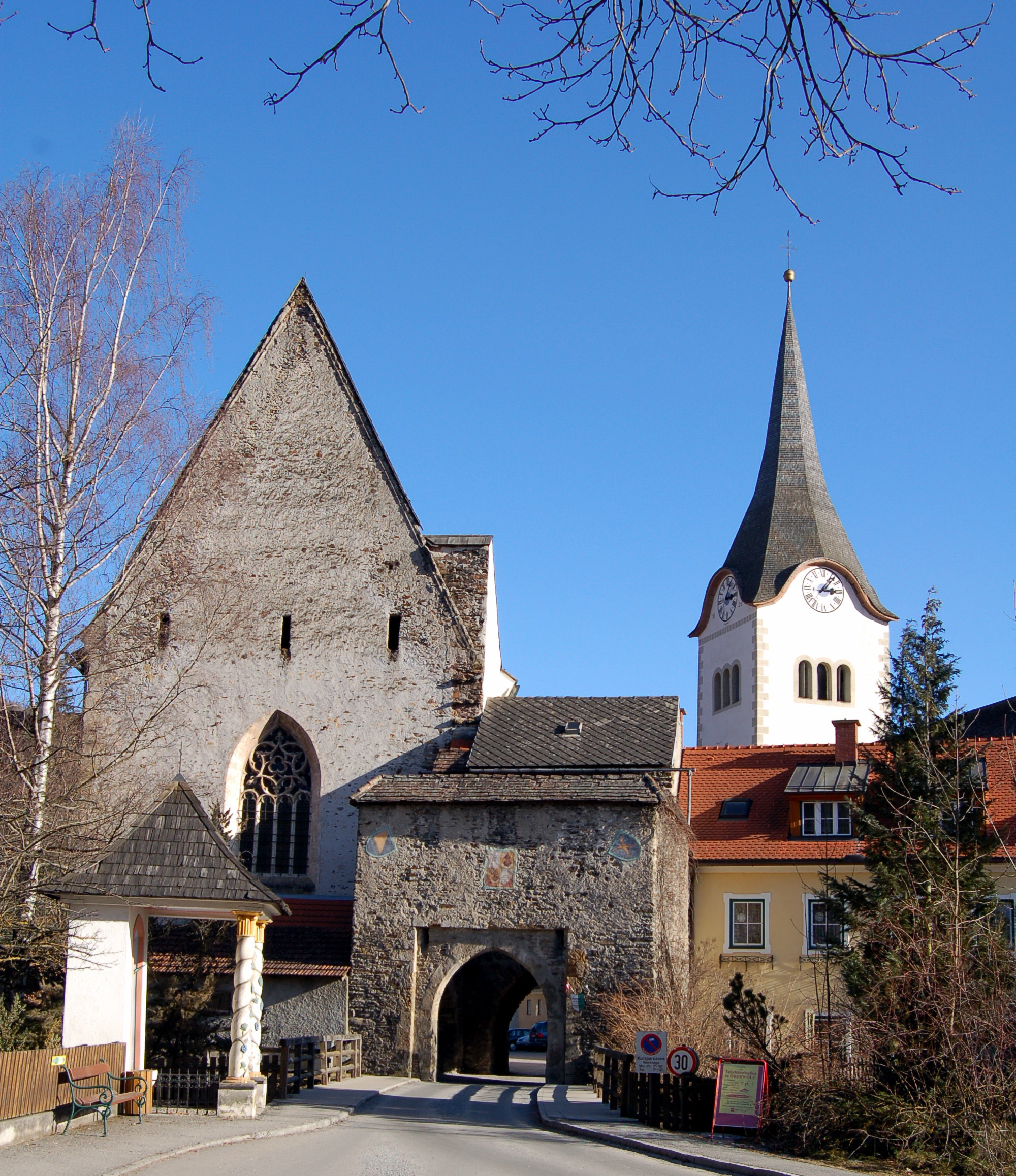
Hintereggertor, im Westen

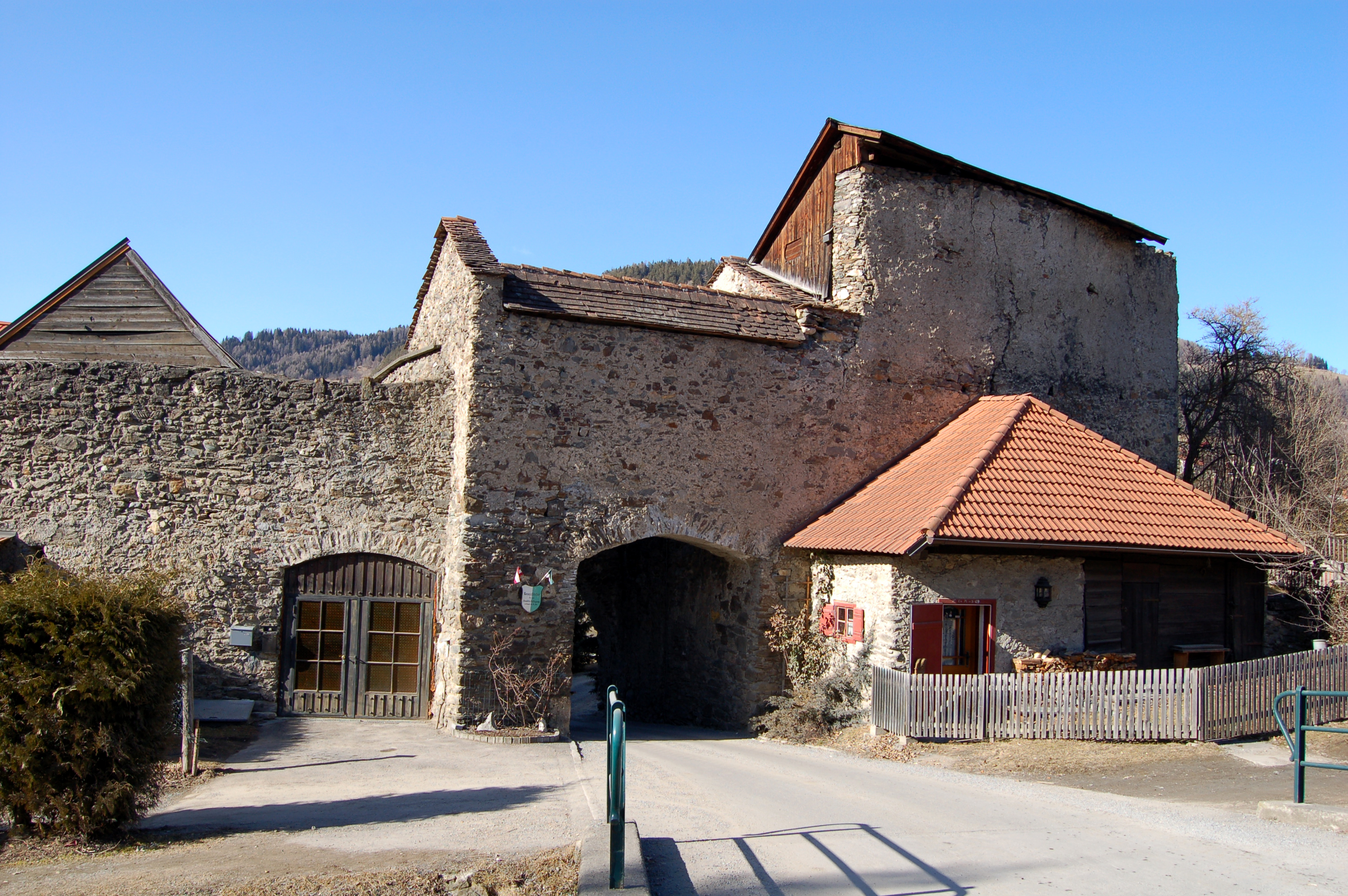
Neutor, im Osten

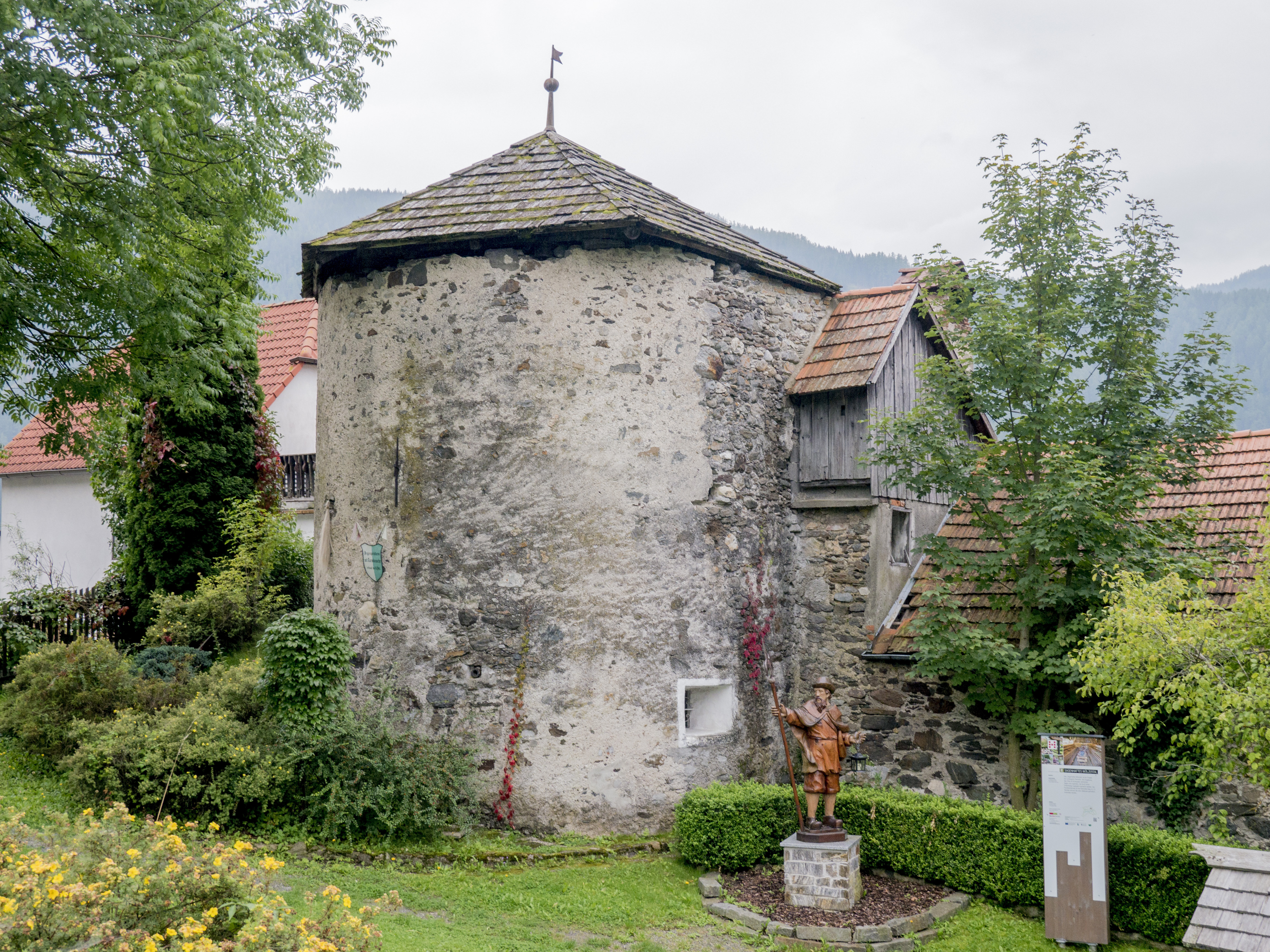
Käsbichlturm, im Norden

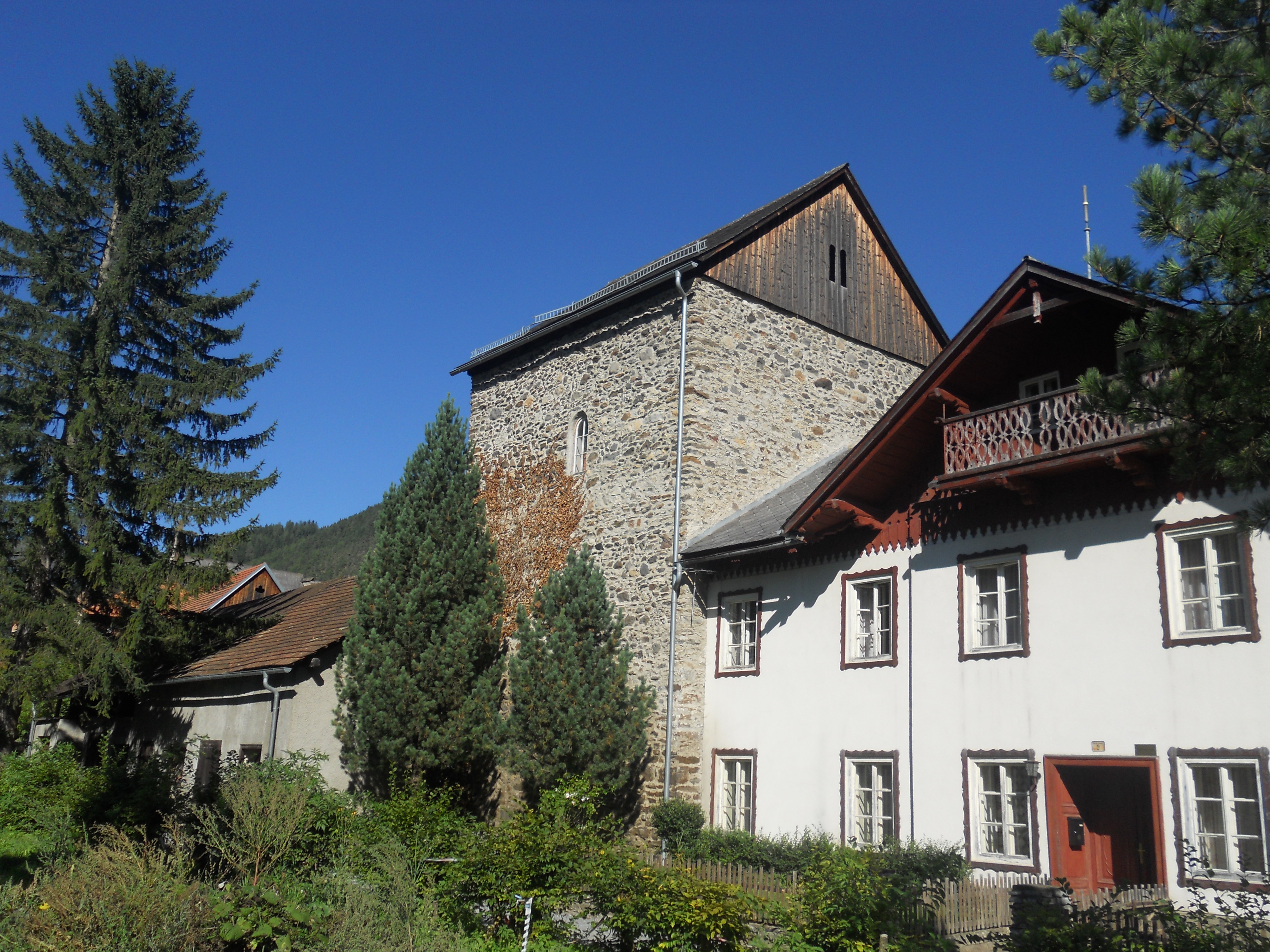
Jormannsdorferturm

Die Stadtbefestigung Oberwölz ist die Befestigung von Oberwölz Stadt in der Stadtgemeinde Oberwölz im Bezirk Murau in der Steiermark.

## Geschichte
1298 erlaubte König Herzog Albrecht I., den Markt mit einer Ringmauer zu befestigen. Die 1305 erstmals als civitas Oberweltz bezeichnete Stadt erhielt in der Folgezeit ihre in großen Teilen noch erhaltene Befestigung, in die auch die damals noch wenig verbauten Bereiche östlich des Mühlbachs mit dem Amtshof des Bistums Freising und der landesherrliche Meierhof einbezogen wurden. Im Westen folgt die Stadtmauer dem Verlauf des Schöttlbachs, der hier zugleich als Stadtgraben diente. Der südseitige Mauerverlauf erfolgt rechtwinklig zur Westflanke, die beiden übrigen Seiten zeigen einen unregelmäßig gekrümmten Verlauf.
Nach einem Hochwasser war 1612 ein größerer Abschnitt der westlichen Stadtmauer im Bereich des Spitals eingestürzt und wurde mit finanzieller Hilfe des Bistums Freising wiedererrichtet, eine weitere Beschädigung erfolgte 1765. 1814 erfolgte auf Anordnung des Kreisamts Judenburg der Abbruch der Tor- und Mauertürme der inzwischen militärisch bedeutungslos gewordenen mittelalterlichen Stadtbefestigung.
Von den ursprünglich sechs Toren der Stadt sind noch drei erhalten, nämlich das Hintereggertor im Westen, das Neutor im Osten und das Schöttltor im Norden als Abschluss des langgestreckten Hauptplatzes. Abgebrochen hingegen wurden das Sacktor im Südosten, das Müllnertor am südlichen  Austritt des Mühlbachs und das hinter dem Rathaus gelegene Riemertörl. Von den teils eckig, teils rund angelegten Wehrtürmen haben sich vier erhalten, nämlich der Käsbichlturm, der die Südwestecke markierende und als Getreidespeicher dienende Jormannsdorferturm nahe dem ehemaligen Abthof des Stifts Admont, der Ratschülerturm am Schöttlbach sowie ein Rundturm auf der Nordwestecke. Der als Stadtgefängnis dienende Sackturm wurde 1812 an privat verkauft und nach 1820 abgebrochen.

## Beschreibung
Die fast vollständig erhaltene, ursprünglich mit einem Wehrgang abgeschlossene, etwa zehn Meter hohe Oberwölzer Stadtmauer ist in mehreren Bauabschnitten errichtet worden.
Den westlichen Zugang zur Stadt bildete das mit der anstoßenden Spitalskirche eine bauliche Einheit bildende Hintereggertor, das im zweiten Viertel des 15. Jahrhunderts durch den Freisinger Bischof Nikodemus della Scala (1421–1443) erneuert und mit einem vorgelagerten, mit einer Zugbrücke über den Schöttlbach gesicherten Zwinger versehen wurde.
Den nördlichen Abschluss des langgestreckten Hauptplatzes bildete das in die Häuserflucht eingebaute Schöttltor, im Osten am Ende der Neugasse gewährte das Neutor den Zugang zur Burg Rothenfels. Den nördlichen Abschnitt der Stadtmauer sicherte der als Halbrundturm ausgebildete Käsbichlturm, die Südwestecke der Jormannsdorferturm.